# Eugerda svavarssoni
Eugerda svavarssoni är en kräftdjursart som beskrevs av George 200. Eugerda svavarssoni ingår i släktet Eugerda och familjen Desmosomatidae. Inga underarter finns listade i Catalogue of Life.